# Tanjung Belit (Siak Kecil)
Tanjung Belit is een bestuurslaag in het regentschap Bengkalis van de provincie Riau, Indonesië. Tanjung Belit telt 1709 inwoners (volkstelling 2010).